# استان کارافوتو
استان کارافوتو (ژاپنی:樺太廳, Karafuto-chō ) یک منطقهٔ مسکونی در ژاپن است که در آسیای شرقی واقع شده‌است و شامل نیمه جنوبی جزیره ساخالین است.
کارافوتو پس از جنگ روسیه و ژاپن در سال ۱۹۰۵ بخشی از ژاپن شد.

## نام
نام ژاپنی کارافوتو از نام آن به زبان آینو آمده است که به معنای سرزمینی که خداوند آن را بر روی دهانه رودی آفریده است.